# Godiva's
Godiva's est une série télévisée canadienne en 19 épisodes de 50 minutes, créée par Julia Keatley et Michael MacLennan et diffusée entre le 16 mars 2005 et le 12 juin 2006 sur Bravo! et Citytv.
En France, la série a été diffusée à partir du 4 février 2006 sur Pink TV et rediffusée sur France 4 ; et au Québec depuis le 9 janvier 2008 sur Séries+.

## Synopsis
Kate est gérante du Godiva's, un restaurant de Vancouver en perte de vitesse. Avec son équipe de trentenaires énergiques, elle veut faire de cet établissement le lieu le plus branché de la ville…

## Distribution

### Acteurs principaux
- Erin Karpluk : Kate
- Stephen Lobo : Ramir
- Sonja Bennett (en) : Daisy
- Leah Cairns : Jenna
- Noel Fisher : TJ
- Neil Grayston : Martin
- Matthew Currie Holmes : Stick
- Michael McMurtry : Cordel
- Carmen Moore : Simone
- Rick Tae : Victor

### Acteurs récurrents et invités
- Peter Wilds : Drew (9 épisodes)
- Rebecca Jenkins (en) : Godiva (7 épisodes)
- Robert Moloney (en) : Bruce (6 épisodes)
- Veena Sood : Preety (6 épisodes)
- Cedric De Souza : Vijay (6 épisodes)
- Adrian Holmes (en) : Jerome (5 épisodes)
- Curtis Caravaggio : Lucas (4 épisodes)
- Layla Alizada (en) : Rajni Haideri (4 épisodes)
- Kavan Smith : Zach (4 épisodes)
- Sunita Prasad (en) : Chandra (4 épisodes)
- J. R. Bourne : Sam (saison 2, 7 épisodes)
- William deVry (en) : Garth Rutlidge (saison 2, 6 épisodes)
- Tyler Johnston : Adrian (saison 2, 5 épisodes)
- Sharon Heath : Rowena (saison 2, 5 épisodes)
- Matthew Harrison : Joe (saison 2, 5 épisodes)
- Julie Patzwald (ru) : Tracey (saison 2, 4 épisodes)

## Épisodes

### Première saison (2005)
1. Nouveau départ (Begin It Now)
2. Cuisine hantée (The Hungry Ghost)
3. La Part du gâteau (Having Her Cake)
4. Les Grandes Désillusions (Masters of Delusion)
5. Les Grandes Manœuvres (Fancy Footwork)
6. Union libre (Fast and Loose)

### Deuxième saison (2006)
1. Les Frandes Eaux (Floodgates)
2. Le Bouton magique (Flipping Switches)
3. Le Sel de la vie (Out the Door)
4. Baiser au champagne (Champagne Kisses)
5. Rien ne va plus (Dead Flowers)
6. Le Fruit défendu (Forbidden Fruit)
7. Le Jardin secret (Rubbing Shoulders)
8. Sous dépendance (The Bigger Man)
9. Cuisine, safran et séduction (The Tempting Spice)
10. Nouveaux associés (Little Engines)
11. La Cinquième Saveur (The Fifth Taste)
12. Titre français inconnu (Inked)
13. Titre français inconnu (Exit Strategies)